# Bristol Berkeley
Bristol Berkeley là một mẫu thử máy bay ném bom của Anh. Có 3 chiếc được chế tạo nhưng không được sản xuất.

## Tính năng kỹ chiến thuật
Dữ liệu lấy từ Barnes 1964, tr. 188
Đặc điểm tổng quát
- Kíp lái: 2
- Chiều dài: 47 ft 6 in (14048 m)
- Sải cánh: 57 ft 11 in (17,65 m)
- Chiều cao: 14 ft 0 in (4,27 m)
- Diện tích cánh: 985 ft2 (91,5 m2)
- Trọng lượng rỗng: 5.200 lb (2.360 kg)
- Trọng lượng có tải: 8.128 lb (4.140 kg)
- Động cơ: 1 × Rolls-Royce Condor III, 650 hp (485 kW)

Hiệu suất bay
- Vận tốc cực đại: 120 mph (193 km/h)
- Thời gian bay: 12 giờ

Vũ khí trang bị
- 1 × súng máy Lewis.303 in (7,7 mm)
- 500 lb (227 kg) bom